# Gunjaci (Osečina)
Gunjaci (Servisch cyrillisch Гуњаци) is een plaats in de Servische gemeente Osečina. De plaats telt 1359 inwoners (2002).